# Lucilina novemrugata
Lucilina novemrugata är en blötdjursart som först beskrevs av J. Richard M. Bergenhayn 1930.  Lucilina novemrugata ingår i släktet Lucilina och familjen Chitonidae. Inga underarter finns listade i Catalogue of Life.